# Acontia caffraria
Acontia caffraria is een vlinder van de familie van de uilen (Noctuidae). De wetenschappelijke naam van deze soort is voor het eerst voorgesteld als Noctua caffraria door Pieter Cramer in een publicatie uit 1777.
De soort komt voor in tropisch Afrika waaronder Somalië, Kenia, Tanzania, Mozambique, Zuid-Afrika en Eswatini.